# Rivière l'Ormière
Rivière l'Ormière är ett vattendrag i Kanada.   Det ligger i provinsen Québec, i den sydöstra delen av landet, 220 km öster om huvudstaden Ottawa.
Trakten runt Rivière l'Ormière är nära nog obefolkad, med mindre än två invånare per kvadratkilometer.